# Souley Drame
Souleymane Drame Kamara, més conegut com a Souley Drame, (Ibadan, Nigèria, 19 d'abril de 1980) és un exjugador de bàsquet espanyol d'origen nigerià, que ocupava la posició d'aler.

## Carrera esportiva
Format a la cantera de la UE Mataró, la seva carrera esportiva s'inicia a les categories inferiors del Joventut de Badalona. Va estar cedit al Sant Josep de la lliga EBA i al CB Murcia de la lliga LEB en dues etapes diferents dels sis anys que va estar jugant al club verd-i-negre. El 2004 deixa Badalona i comença a jugar en diferents equips de LEB: Polaris World Murcia (2004-05), Melilla Baloncesto (2005-06), Ciudad de Huelva (2006-08), CB Tarragona 2017 (2008-09), River Andorra (2009-10) i Regal FC Barcelona 'B' (2011-12). Es va retirar el 2012.

### Integrant dels Juniors d'Or
Va formar part de la famosa generació d'or del bàsquet espanyol, els Junior d'Or integrats per Raül López, Juan Carlos Navarro, Germán Gabriel, Felipe Reyes, Antonio Bueno, Pau Gasol, Carlos Cabezas o Berni Rodríguez, que aconseguien proclamar-se campions d'Europa a Varna 1998, campions del Torneig de Mannheim 1998 i campions del món júnior a Lisboa l'any 1999.